# QF 13ポンド 6cwt高射砲
オードナンス QF 13ポンド 6cwt高射砲（英語: Ordnance QF 13 pounder 6 cwt anti-aircraft gun）、別名QF 13ポンド マーク III 高射砲は、第一次世界大戦期のイギリスでQF 13ポンド砲を基に即席で開発した高射砲。名称の｢6cwt｣とは砲身と砲尾の合計重量（1cwt = 1ハンドレッドウェイト = 112ポンド、6cwt = 672ポンド）に由来し、他の｢13ポンド｣と呼称される砲と区別するために用いる。

## 歴史

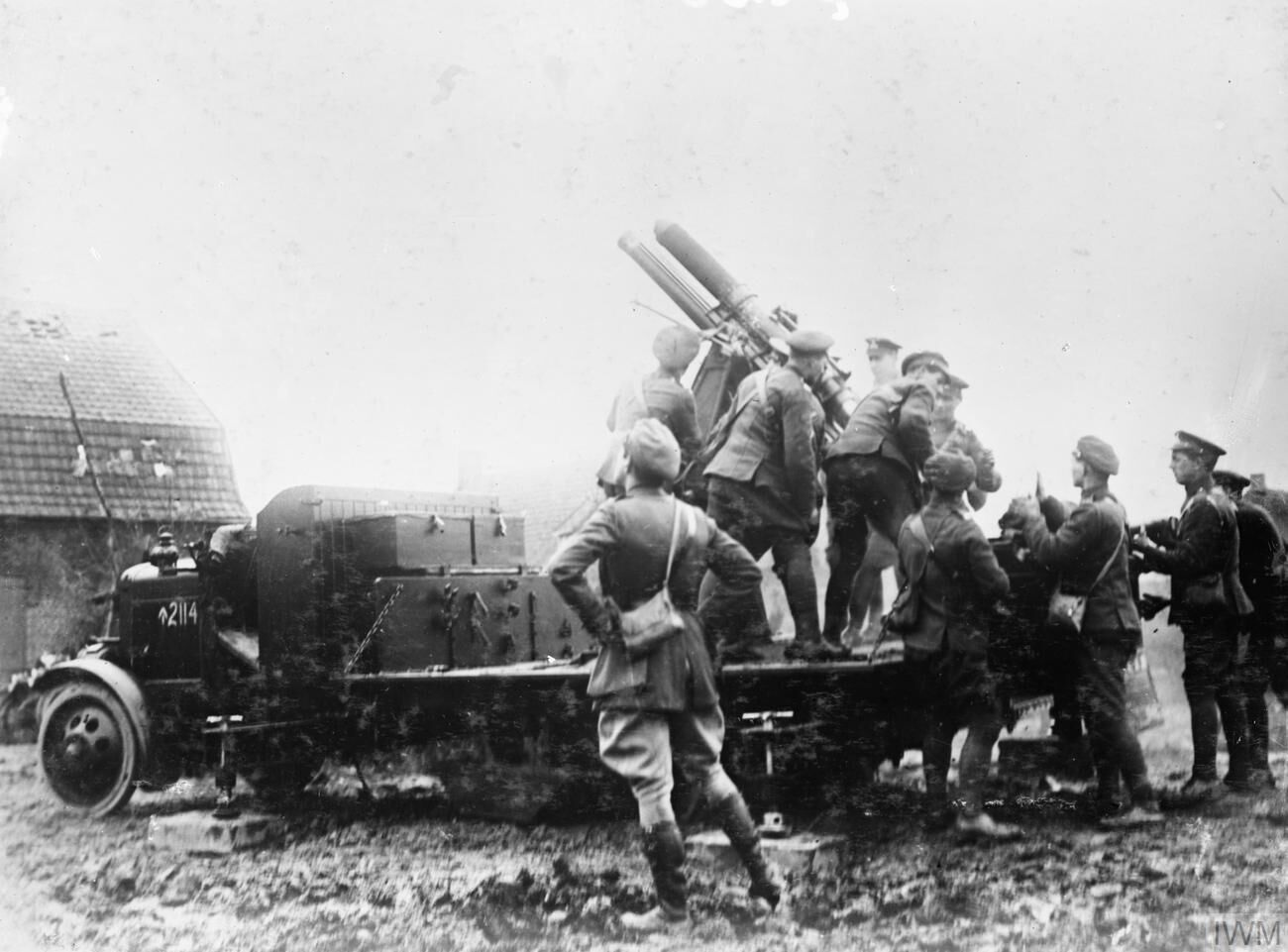
ソーニクロフロ(Thornycroft)J型運搬車上のMk.II砲架に載せられたQF 13ポンド 6cwt高射砲。駐退機はMk.I砲架の2つから1つに減っている。

本砲は標準的なQF 13ポンド砲の砲身と砲尾を使用し、高仰角時の装填のために装弾板を付加したものである。これは1914年10月に認可されてMk.I砲架を使用し、主として動力運搬車に搭載された。Mk.I砲架は高仰角時の砲の動作を容易にするために通常の復座機の上部に追加の駐退機を有している。故に砲の外見は砲身とその上部についている2つのやや短い、同じような直径の円筒が特徴的である。
Mk.II砲架は利便性を向上した型式であり、デフレクション・ギアの追加と反動システムの改良を行い、高射砲への改修過程で追加された駐退機は不必要となったために取り外された。Mk.II砲架を用いた場合、砲の外見は標準的なQF 13ポンド砲そのものである。
砲架の設計はやや特徴的で、砲の左側に2人の照準手が位置する。
第一次大戦の後、本砲は13ポンド野砲としての任務に戻された。

## 戦歴
本砲の弾道性能は不十分なものであり、またその性能は航空機に対して最低限の効力しか有していなかった。それが故に本砲はそれほど重要でない戦線に送られることとなり、QF 13ポンド 9cwt高射砲やQF 3インチ 20cwt高射砲が主力高射砲としての役割を担うこととなった。
第一次大戦の終結時点で配備されていた本砲の数は全て合わせてもわずかに20門であり、そのうち12門がシナイ半島及びパレスチナ戦線、4門がメソポタミア戦線、2門がギリシャ（マケドニア戦線）、そして同じく2門が西部戦線で運用されていた。

## 性能
下記の表は第一次大戦期のイギリス製高射砲の性能を比較したものである。
| 砲の種類                       | 初速(ft/s) | 弾量(lb) | 到達所要時間(s) (5,000ft、 射角25°) | 到達所要時間(s) (10,000ft、 射角40°) | 到達所要時間(s) (15,000ft、 射角55°) | 最大到達高度(ft) |
| QF 13ポンド 6cwt高射砲         | 1,600      | 12.5     | ?                                   | ?                                    | ?                                    | 17,000           |
| QF 13ポンド 9cwt高射砲         | 1,990      | 12.5     | 10.1                                | 15.5                                 | 22.1                                 | 19,000           |
| QF 12ポンド 12cwt高射砲        | 2,200      | 12.5     | 9.1                                 | 14.1                                 | 19.1                                 | 20,000           |
| QF 3インチ 20cwt高射砲(1914年) | 2,500      | 12.5     | 8.3                                 | 12.6                                 | 16.3                                 | 23,500           |
| QF 3インチ 20cwt高射砲(1916年) | 2,000      | 16       | 9.2                                 | 13.7                                 | 18.8                                 | 22,000           |
| QF 4インチ マーク V 艦砲(WWI)  | 2,350      | 31       | 4.4                                 | 9.6                                  | 12.3                                 | 28,750           |
| QF 4インチ マーク V 艦砲(WWII) | 2,350      | 31       | ?                                   | ?                                    | ?                                    | 31,000           |